# Проблеск ада
«Проблеск ада» (другой вариант перевода — «Заглянуть в ад»; англ. A Glimpse of Hell) — канадский телевизионный фильм 2001 года режиссёра Микаэля Саломона. В главных ролях: Роберт Шон Леонард, Джеймс Каан и Дэниел Робук.

## История
Фильм основан на документальных событиях, описанных в книге Чарльза С. Томпсона «Проблеск Ада: взрыв на USS Айова и его сокрытие», когда погибло 47 человек экипажа корабля.
Съёмки проходили в Галифаксе, Новая Шотландия, Канада.
Фильм был впервые показан в США 18 марта 2001 года.

## В ролях
| Актёр                                     | Роль                                                                    |
| ----------------------------------------- | ----------------------------------------------------------------------- |
| Джеймс Каан                               | Капитан Фред Мусалли                                                    |
| Роберт Шон Леонард                        | Младший лейтенант Дэниэл П. Мейер                                       |
| Дэниел Робук                              | Старшина Дэйл Мортенсен                                                 |
| Джейми Харольд (англ. Jamie Harrold)      | Кендалл Труитт                                                          |
| Джон Доман                                | Адмирал Лэнглетт                                                        |
| Джон Бенджамин Хики                       | Эпизод                                                                  |
| Дэшиел Ивс                                | Клэй Хартвиг                                                            |
| Алан С. Петерсон (англ. Alan C. Peterson) | Мастер чиф-петти-офицер (англ. Master Chief Petty Officer, MCPO) Циглер |
| Кен Джеймс (англ. Ken James)              | Адм. Чапин                                                              |
| Юджин Липински                            | Скеллей (англ. Skelley)                                                 |
| Крис Оуэнс                                | Агент Флинн                                                             |
| Брюс Грэй                                 | Дональд Мейер                                                           |
| Джеймс Биллиард                           | Помощник наводчика Тим Сайкс                                            |
| Шерри Деванни (англ. Sherry Devanney)     | Кэти Кубицына (англ. Kathy Kubicina)                                    |
| Дженифер Овертон (англ. Jennifer Overton) | Эвелин Хартвиг                                                          |

## Критика
- Базз Макклейн из allmovie дал фильму 3.5 из 5 звезд, заявив: «подтянутый и неотразимый, „Проблеск Ада“ основан на исторических фактах, но не чувствуется, что он был создан полностью из сухого расследования и судебных показаний.» Когда фильм был впервые показан, он заслужил оценку 3.3 и привлёк 2,7 млн зрителей[1].: Этого было достаточно, чтобы «Проблеск ада» стал самой просматриваемой программой в то время за семилетний период[1].
- Есть некоторые незначительные неточности в показе нескольких силуэтов боевых кораблей: они все типа ББ-63 (надпись «63»). Однако, ВВ-63 — это линкор «Миссури»; правильный номер корпуса линкора «Айова» ВВ-61.